# (100043) 1991 SE3
(100043) 1991 SE3 es un asteroide perteneciente al cinturón de asteroides, descubierto el 29 de septiembre de 1991 por el equipo del Spacewatch desde el Observatorio Nacional de Kitt Peak, Arizona, Estados Unidos.